# Khammam
Khammam è una suddivisione dell'India, classificata come municipality, di 158.022 abitanti, capoluogo del distretto di Khammam, nello stato federato del Telangana. In base al numero di abitanti la città rientra nella classe I (da 100.000 persone in su).

## Geografia fisica
La città è situata a 17° 15' 0 N e 80° 9' 0 E e ha un'altitudine di 106 m s.l.m..

## Società

### Evoluzione demografica
Al censimento del 2001 la popolazione di Khammam assommava a 158.022 persone, delle quali 80.072 maschi e 77.950 femmine. I bambini di età inferiore o uguale ai sei anni assommavano a 17.716, dei quali 9.204 maschi e 8.512 femmine. Infine, coloro che erano in grado di saper almeno leggere e scrivere erano 114.340, dei quali 62.560 maschi e 51.780 femmine.